# Rhypholophus crassipes
Rhypholophus crassipes är en tvåvingeart som beskrevs av Gabriel Strobl 1900. Rhypholophus crassipes ingår i släktet Rhypholophus och familjen småharkrankar.
Artens utbredningsområde är Spanien. Inga underarter finns listade i Catalogue of Life.